# Бурнелли, Мауро
Мауро Бурнелли (итал. Mauro Burnelli; род. 27 марта 1954, Маршано, Умбрия) — итальянский футболист, вратарь.

## Биография
Мауро Бурнелли родился 27 марта 1954 года в итальянской коммуне Маршано.
Играл в футбол на позиции вратаря. Играл за молодёжную команду «Фоджи». В сезоне-1973/74 выступал в Серии А за «Фоджу», в составе которой провёл 1 матч против «Милана», который стал для него единственным в карьере в высшем эшелоне чемпионата Италии.
По итогам турнира Фоджа вылетела в Серию B, но в сезоне-1974/75 Бурнелли не закрепился в основном составе, сыграв 3 поединка.
В сезоне-1975/76 защищал цвета «Виджевано», провёл 24 матча в Серии C. По итогам розыгрыша команда вылетела в Серию D.
В 1977-1980 годах выступал за «Фрозиноне» в Серии D. В сезоне-1977/78 провёл 27 матчей, в сезоне-1978/79 — 33 матча, в сезоне-1979/80 — 22 матча.
В сезоне-1980/81 выступал за «Сиракузу», в сезоне-1981/82 — за «Кастелло»